# 2002 في تيمور الشرقية
القوائم التالية للأحداث التي حدثت خلال عام 2002 في تيمور الشرقية.

## في المنصب
- الرئيس: زانانا غوسماو (ابتداء من 20 أيار / مايو)
- رئيس الوزراء: مرعي الكاتيري (ابتداء من 20 أيار / مايو)

## سياسة
- انتخابات الرئاسة التيمورية شرقية 2002.

## رياضة
- تأسيس اتحاد تيمور الشرقية لكرة القدم.

## الأحداث

### مايو
- 20 مايو - تيمور الشرقية تعود جمهوريةً كما أُعلِن في عام 1975، مما يؤكد استقلالها عن البرتغال.